# Bundestagswahlkreis Ingolstadt
Der Bundestagswahlkreis Ingolstadt (Wahlkreis 215) ist seit 1949 ein Wahlkreis bei Bundestagswahlen in Bayern. Er umfasst seit 1976 die Stadt Ingolstadt, den Landkreis Eichstätt sowie teilweise den Landkreis Neuburg-Schrobenhausen.

## Wahlkreisgeschichte
| Wahl      | Wahlkreisname  | Gebiet |
| --------- | -------------- | --- |
| 1949      | 003 Ingolstadt | Ingolstadt, Landkreis Ingolstadt, Landkreis Aichach, Landkreis Pfaffenhofen an der Ilm, Landkreis Schrobenhausen                                                          |
| 1953–1961 | 198 Ingolstadt | Ingolstadt, Landkreis Ingolstadt, Landkreis Aichach, Landkreis Pfaffenhofen an der Ilm, Landkreis Schrobenhausen                                                          |
| 1965–1972 | 202 Ingolstadt | Ingolstadt, Landkreis Ingolstadt, Landkreis Aichach, Landkreis Pfaffenhofen an der Ilm, Landkreis Schrobenhausen                                                          |
| 1976      | 203 Ingolstadt | Ingolstadt, Landkreis Eichstätt, Landkreis Neuburg-Schrobenhausen |
| 1980–1998 | 202 Ingolstadt | Ingolstadt, Landkreis Eichstätt, Landkreis Neuburg-Schrobenhausen |
| 2002–2005 | 218 Ingolstadt | Ingolstadt, Landkreis Eichstätt, Landkreis Neuburg-Schrobenhausen |
| 2009      | 217 Ingolstadt | Ingolstadt, Landkreis Eichstätt, Landkreis Neuburg-Schrobenhausen |
| 2013      | 217 Ingolstadt | Ingolstadt, Landkreis Eichstätt, Landkreis Neuburg-Schrobenhausen ohne die Gemeinde Aresing                                                                               |
| 2017–2021 | 216 Ingolstadt | Ingolstadt, Landkreis Eichstätt, Landkreis Neuburg-Schrobenhausen ohne die Gemeinden Aresing, Berg im Gau, Brunnen, Gachenbach, Langenmosen, Schrobenhausen und Waidhofen |
| 2025–     | 215 Ingolstadt | Ingolstadt, Landkreis Eichstätt, Landkreis Neuburg-Schrobenhausen ohne die Gemeinden Aresing, Berg im Gau, Brunnen, Gachenbach, Langenmosen, Schrobenhausen und Waidhofen |

## Wahlkreisabgeordnete
| Wahl | Abgeordneter | Abgeordneter           | Partei | Stimmen in % |
| ---- | ------------ | ---------------------- | ------ | ------------ |
| 1949 |              | Hermann Aumer          | BP     |              |
| 1953 |              | Hans Demmelmeier       | CSU    |              |
| 1957 |              | Hans Demmelmeier       | CSU    |              |
| 1961 |              | Paul Weinzierl         | CSU    |              |
| 1965 |              | Karl Heinz Gierenstein | CSU    |              |
| 1969 |              | Karl Heinz Gierenstein | CSU    |              |
| 1972 |              | Karl Heinz Gierenstein | CSU    |              |
| 1976 |              | Karl Heinz Gierenstein | CSU    |              |
| 1980 |              | Horst Seehofer         | CSU    |              |
| 1983 |              | Horst Seehofer         | CSU    |              |
| 1987 |              | Horst Seehofer         | CSU    |              |
| 1990 |              | Horst Seehofer         | CSU    |              |
| 1994 | 62,7         | Horst Seehofer         | CSU    |              |
| 1998 | 55,0         | Horst Seehofer         | CSU    |              |
| 2002 | 65,3         | Horst Seehofer         | CSU    |              |
| 2005 | 65,9         | Horst Seehofer         | CSU    |              |
| 2009 |              | Reinhard Brandl        | CSU    | 57,2         |
| 2013 | 61,5         | Reinhard Brandl        | CSU    |              |
| 2017 | 49,5         | Reinhard Brandl        | CSU    |              |
| 2021 | 44,9         | Reinhard Brandl        | CSU    |              |
| 2025 | 47,1         | Reinhard Brandl        | CSU    |              |

## Wahlergebnisse

### Bundestagswahl 2025
Zur Bundestagswahl 2025 am 23. Februar wurden 11 Direktkandidaten und 17 Landeslisten zugelassen.
| Kandidaten                                            | Kandidaten                   | Parteien/Listen     | Erststimmen | Erststimmen | Zweitstimmen | Zweitstimmen |
| Kandidaten                                            | Kandidaten                   | Parteien/Listen     | Stimmen     | %           | Stimmen      | %            |
| ----------------------------------------------------- | ---------------------------- | ------------------- | ----------- | ----------- | ------------ | ------------ |
|                                                       | Reinhard Brandlgewählt im WK | CSU                 | 91.837      | 47,1        | 78.647       | 40,3         |
|                                                       | Nadine Praun                 | SPD                 | 21.555      | 11,0        | 19.812       | 10,1         |
|                                                       | Merlin Nagel                 | GRÜNE               | 14.531      | 7,4         | 18.024       | 9,2          |
|                                                       | Nikita Renner                | FDP                 | 3.711       | 1,9         | 7.350        | 3,8          |
|                                                       | Lukas Rehm                   | AfD                 | 39.220      | 20,1        | 41.850       | 21,4         |
|                                                       | Martina Edl                  | FREIE WÄHLER        | 9.906       | 5,1         | 9.142        | 4,7          |
|                                                       | Sarah Vollath                | LINKE               | 7.730       | 4,0         | 9.258        | 4,7          |
|                                                       | –                            | dieBasis            | –           | –           | 652          | 0,3          |
|                                                       | Christophe Andreoli          | Tierschutzpartei    | 2.001       | 1,0         | 1.411        | 0,7          |
|                                                       | Jens Rohrer                  | Die PARTEI          | 1.385       | 0,7         | 863          | 0,4          |
|                                                       | Franz Hofmaier               | ÖDP                 | 1.629       | 0,8         | 826          | 0,4          |
|                                                       | –                            | BP                  | –           | –           | 301          | 0,2          |
|                                                       | Benedikt Schatz              | Volt                | 1.575       | 0,8         | 1.033        | 0,5          |
|                                                       | –                            | PdH                 | –           | –           | 113          | 0,1          |
|                                                       | –                            | MLPD                | –           | –           | 31           | 0,0          |
|                                                       | –                            | BÜNDNIS DEUTSCHLAND | –           | –           | 150          | 0,1          |
|                                                       | –                            | BSW                 | –           | –           | 5.869        | 3,0          |
| Gesamt                                                | Gesamt                       | Gesamt              | 195.080     | 100         | 195.332      | 100          |
|                                                       |                              |                     |             |             |              |              |
| Ungültige Stimmen                                     | Ungültige Stimmen            | Ungültige Stimmen   | 956         | 0,5         | 704          | 0,4          |
| Wähler                                                | Wähler                       | Wähler              | 196.036     | 83,1        | 196.036      | 83,1         |
| Wahlberechtigte                                       | Wahlberechtigte              | Wahlberechtigte     | 235.847     |             | 235.847      |              |
|                                                       |                              |                     |             |             |              |              |
| Quellen: Die Bundeswahlleiterin, Kandidaten – Stimmen |                              |                     |             |             |              |              |

Kursive Direktkandidaten kandidieren nicht für die Landesliste, kursive Parteien treten ohne Landesliste an.

### Bundestagswahl 2021
Zur Bundestagswahl 2021 am 26. September wurden 11 Direktkandidaten und 26 Landeslisten zugelassen.
| Kandidaten                                             | Kandidaten                   | Parteien/Listen      | Erststimmen | Erststimmen | Zweitstimmen | Zweitstimmen |
| Kandidaten                                             | Kandidaten                   | Parteien/Listen      | Stimmen     | %           | Stimmen      | %            |
| ------------------------------------------------------ | ---------------------------- | -------------------- | ----------- | ----------- | ------------ | ------------ |
|                                                        | Reinhard Brandlgewählt im WK | CSU                  | 83.663      | 44,9        | 64.577       | 34,6         |
|                                                        | Jessica Meier                | SPD                  | 25.954      | 13,9        | 31.592       | 16,9         |
|                                                        | Lukas Rehm                   | AfD                  | 17.806      | 9,6         | 18.694       | 10,0         |
|                                                        | Theresa Ley                  | FDP                  | 10.877      | 5,8         | 19.797       | 10,6         |
|                                                        | Joachim Siebler              | GRÜNE                | 18.182      | 9,8         | 20.833       | 11,2         |
|                                                        | Roland Meier                 | DIE LINKE            | 4.648       | 2,5         | 4.450        | 2,4          |
|                                                        | Christian Wolfgang Ponzer    | FREIE WÄHLER         | 15.515      | 8,3         | 15.580       | 8,4          |
|                                                        | Jakob Josef Sedlmeier        | ÖDP                  | 2.438       | 1,3         | 1.231        | 0,7          |
|                                                        | –                            | Tierschutzpartei     | –           | –           | 1.652        | 0,9          |
|                                                        | Wolfgang Distler             | BP                   | 1.861       | 1,0         | 1.111        | 0,6          |
|                                                        | Sebastian Zahn               | Die PARTEI           | 2.315       | 1,2         | 1.295        | 0,7          |
|                                                        | –                            | PIRATEN              | –           | –           | 533          | 0,3          |
|                                                        | –                            | NPD                  | –           | –           | 129          | 0,1          |
|                                                        | –                            | V-Partei³            | –           | –           | 165          | 0,1          |
|                                                        | –                            | Gesundheitsforschung | –           | –           | 216          | 0,1          |
|                                                        | –                            | MLPD                 | –           | –           | 31           | 0,0          |
|                                                        | –                            | DKP                  | –           | –           | 30           | 0,0          |
|                                                        | Helmut Oskar Groß            | dieBasis             | 2.969       | 1,6         | 2.890        | 1,5          |
|                                                        | –                            | Bündnis C            | –           | –           | 98           | 0,1          |
|                                                        | –                            | Der III. Weg         | –           | –           | 77           | 0,0          |
|                                                        | –                            | du.                  | –           | –           | 86           | 0,0          |
|                                                        | –                            | LKR                  | –           | –           | 31           | 0,0          |
|                                                        | –                            | Die Humanisten       | –           | –           | 142          | 0,1          |
|                                                        | –                            | Team Todenhöfer      | –           | –           | 643          | 0,3          |
|                                                        | –                            | UNABHÄNGIGE          | –           | –           | 294          | 0,2          |
|                                                        | –                            | Volt                 | –           | –           | 362          | 0,2          |
| Gesamt                                                 | Gesamt                       | Gesamt               | 186.228     | 100         | 186.539      | 100          |
|                                                        |                              |                      |             |             |              |              |
| Ungültige Stimmen                                      | Ungültige Stimmen            | Ungültige Stimmen    | 1.167       | 0,6         | 856          | 0,5          |
| Wähler                                                 | Wähler                       | Wähler               | 187.395     | 78,6        | 187.395      | 78,6         |
| Wahlberechtigte                                        | Wahlberechtigte              | Wahlberechtigte      | 238.384     |             | 238.384      |              |
|                                                        |                              |                      |             |             |              |              |
| Quellen: Die Bundeswahlleiterin, Kandidaten – Ergebnis |                              |                      |             |             |              |              |

Kursive Direktkandidaten kandidierten nicht für die Landesliste.

### Bundestagswahl 2017
Zur Bundestagswahl 2017 am 24. September wurden 11 Direktkandidaten und 21 Landeslisten zugelassen.
| Kandidaten                                            | Kandidaten                   | Parteien/Listen      | Erststimmen | Erststimmen | Zweitstimmen | Zweitstimmen |
| Kandidaten                                            | Kandidaten                   | Parteien/Listen      | Stimmen     | %           | Stimmen      | %            |
| ----------------------------------------------------- | ---------------------------- | -------------------- | ----------- | ----------- | ------------ | ------------ |
|                                                       | Reinhard Brandlgewählt im WK | CSU                  | 90.383      | 49,5        | 76.236       | 41,7         |
|                                                       | Werner Widuckel              | SPD                  | 24.799      | 13,6        | 24.424       | 13,4         |
|                                                       | Agnes Krumwiede              | GRÜNE                | 11.515      | 6,3         | 13.205       | 7,2          |
|                                                       | Jakob Schäuble               | FDP                  | 9.310       | 5,1         | 17.154       | 9,4          |
|                                                       | Christina Wilhelm            | AfD                  | 23.720      | 13,0        | 27.673       | 15,1         |
|                                                       | Roland Meier                 | DIE LINKE            | 8.817       | 4,8         | 9.830        | 5,4          |
|                                                       | Angela Mayr                  | FREIE WÄHLER         | 7.093       | 3,9         | 5.562        | 3,0          |
|                                                       | –                            | PIRATEN              | –           | –           | 631          | 0,3          |
|                                                       | Jakob Sedlmeier              | ÖDP                  | 2.656       | 1,5         | 1.755        | 1,0          |
|                                                       | Wolfgang Distler             | BP                   | 2.200       | 1,2         | 1.898        | 1,0          |
|                                                       | –                            | NPD                  | –           | –           | 520          | 0,3          |
|                                                       | –                            | Tierschutzpartei     | –           | –           | 1.278        | 0,7          |
|                                                       | Arnold Aschenbrenner         | MLPD                 | 120         | 0,1         | 61           | 0,0          |
|                                                       | –                            | Büso                 | –           | –           | 23           | 0,0          |
|                                                       | –                            | BGE                  | –           | –           | 165          | 0,1          |
|                                                       | –                            | DiB                  | –           | –           | 202          | 0,1          |
|                                                       | –                            | DKP                  | –           | –           | 19           | 0,0          |
|                                                       | –                            | DM                   | –           | –           | 270          | 0,1          |
|                                                       | Bernd Sandner                | Die PARTEI           | 1.859       | 1,0         | 1.294        | 0,7          |
|                                                       | –                            | Gesundheitsforschung | –           | –           | 248          | 0,1          |
|                                                       | –                            | V-Partei³            | –           | –           | 397          | 0,2          |
| Gesamt                                                | Gesamt                       | Gesamt               | 182.472     | 100         | 182.845      | 100          |
|                                                       |                              |                      |             |             |              |              |
| Ungültige Stimmen                                     | Ungültige Stimmen            | Ungültige Stimmen    | 1.587       | 0,9         | 1.214        | 0,7          |
| Wähler                                                | Wähler                       | Wähler               | 184.059     | 77,1        | 184.059      | 77,1         |
| Wahlberechtigte                                       | Wahlberechtigte              | Wahlberechtigte      | 238.605     |             | 238.605      |              |
|                                                       |                              |                      |             |             |              |              |
| Quellen: Die Bundeswahlleiterin, Kandidaten – Stimmen |                              |                      |             |             |              |              |

### Bundestagswahl 2013
| Kandidaten                                            | Kandidaten                   | Parteien/Listen     | Erststimmen | Erststimmen | Zweitstimmen | Zweitstimmen |
| Kandidaten                                            | Kandidaten                   | Parteien/Listen     | Stimmen     | %           | Stimmen      | %            |
| ----------------------------------------------------- | ---------------------------- | ------------------- | ----------- | ----------- | ------------ | ------------ |
|                                                       | Reinhard Brandlgewählt im WK | CSU                 | 106.668     | 61,5        | 96.804       | 55,9         |
|                                                       | Stefan Schieren              | SPD                 | 28.561      | 16,5        | 29.880       | 17,3         |
|                                                       | Anton Brandl                 | FDP                 | 3.471       | 2,0         | 7.407        | 4,3          |
|                                                       | Agnes Krumwiede              | GRÜNE               | 11.340      | 6,5         | 10.752       | 6,2          |
|                                                       | Eva Bulling-Schröter         | DIE LINKE           | 6.755       | 3,9         | 6.163        | 3,6          |
|                                                       | Andreas Popp                 | PIRATEN             | 3.615       | 2,1         | 3.095        | 1,8          |
|                                                       | –                            | NPD                 | –           | –           | 1.472        | 0,8          |
|                                                       | Christian Tischler           | ÖDP                 | 2.224       | 1,3         | 1.986        | 1,1          |
|                                                       | –                            | REP                 | –           | –           | 727          | 0,4          |
|                                                       | –                            | Bündnis 21/RRP      | –           | –           | 63           | 0,0          |
|                                                       | –                            | BP                  | –           | –           | 1.796        | 1,0          |
|                                                       | –                            | Tierschutzpartei    | –           | –           | 1.061        | 0,6          |
|                                                       | –                            | DIE VIOLETTEN       | –           | –           | 194          | 0,1          |
|                                                       | –                            | BüSo                | –           | –           | 23           | 0,0          |
|                                                       | –                            | MLPD                | –           | –           | 27           | 0,0          |
|                                                       | Christiane Boruzs            | AfD                 | 4.878       | 2,8         | 6.089        | 3,5          |
|                                                       | –                            | pro Deutschland     | –           | –           | 104          | 0,1          |
|                                                       | –                            | DIE FRAUEN          | –           | –           | 266          | 0,2          |
|                                                       | Christoph Kalkowski          | FREIE WÄHLER        | 5.205       | 3,0         | 5.114        | 3,0          |
|                                                       | –                            | PARTEI DER VERNUNFT | –           | –           | 176          | 0,1          |
|                                                       | Andrea Schagalkowitsch       | Die PARTEI          | 615         | 0,4         | –            | –            |
| Gesamt                                                | Gesamt                       | Gesamt              | 173.332     | 100         | 173.199      | 100          |
|                                                       |                              |                     |             |             |              |              |
| Ungültige Stimmen                                     | Ungültige Stimmen            | Ungültige Stimmen   | 1.378       | 0,8         | 1.511        | 0,9          |
| Wähler                                                | Wähler                       | Wähler              | 174.710     | 68,6        | 174.710      | 68,6         |
| Wahlberechtigte                                       | Wahlberechtigte              | Wahlberechtigte     | 254.661     |             | 254.661      |              |
|                                                       |                              |                     |             |             |              |              |
| Quellen: Die Bundeswahlleiterin, Kandidaten – Stimmen |                              |                     |             |             |              |              |

### Bundestagswahl 2009
| Kandidaten                                          | Kandidaten                   | Parteien/Listen      | Erststimmen | Erststimmen | Zweitstimmen | Zweitstimmen |
| Kandidaten                                          | Kandidaten                   | Parteien/Listen      | Stimmen     | %           | Stimmen      | %            |
| --------------------------------------------------- | ---------------------------- | -------------------- | ----------- | ----------- | ------------ | ------------ |
|                                                     | Reinhard Brandlgewählt im WK | CSU                  | 99.482      | 57,2        | 86.686       | 49,6         |
|                                                     | Ursula Engelen-Kefer         | SPD                  | 26.825      | 15,4        | 26.877       | 15,4         |
|                                                     | Franz Schmidt                | FDP                  | 14.151      | 8,1         | 21.566       | 12,3         |
|                                                     | Agnes Krumwiede              | GRÜNE                | 14.174      | 8,2         | 14.283       | 8,2          |
|                                                     | Eva Bulling-Schröter         | DIE LINKE            | 10.936      | 6,3         | 10.717       | 6,1          |
|                                                     | Stefan Faber                 | NPD                  | 3.308       | 1,9         | 2.588        | 1,5          |
|                                                     | –                            | REP                  | –           | –           | 1.269        | 0,7          |
|                                                     | –                            | FAMILIE              | –           | –           | 1.157        | 0,7          |
|                                                     | –                            | BP                   | –           | –           | 1.351        | 0,8          |
|                                                     | –                            | PBC                  | –           | –           | 227          | 0,1          |
|                                                     | Alois Schieber               | BüSo                 | 661         | 0,4         | 120          | 0,1          |
|                                                     | –                            | MLPD                 | –           | –           | 34           | 0,0          |
|                                                     | –                            | CM                   | –           | –           | 146          | 0,1          |
|                                                     | –                            | DVU                  | –           | –           | 86           | 0,0          |
|                                                     | –                            | DIE VIOLETTEN        | –           | –           | 228          | 0,1          |
|                                                     | –                            | Die Tierschutzpartei | –           | –           | 999          | 0,6          |
|                                                     | Elisabeth Winkler            | ödp                  | 3.874       | 2,2         | 2.327        | 1,3          |
|                                                     | –                            | PIRATEN              | –           | –           | 3.448        | 2,0          |
|                                                     | –                            | RRP                  | –           | –           | 592          | 0,3          |
|                                                     | Manfred Franzke              | Einzelbewerber       | 466         | 0,3         | –            | –            |
| Gesamt                                              | Gesamt                       | Gesamt               | 173.877     | 100         | 174.701      | 100          |
|                                                     |                              |                      |             |             |              |              |
| Ungültige Stimmen                                   | Ungültige Stimmen            | Ungültige Stimmen    | 2.441       | 1,4         | 1.617        | 0,9          |
| Wähler                                              | Wähler                       | Wähler               | 176.318     | 69,8        | 176.318      | 69,8         |
| Wahlberechtigte                                     | Wahlberechtigte              | Wahlberechtigte      | 252.615     |             | 252.615      |              |
|                                                     |                              |                      |             |             |              |              |
| Quellen: Der Bundeswahlleiter, Kandidaten – Stimmen |                              |                      |             |             |              |              |

### Bundestagswahl 2005
| Kandidaten                                          | Kandidaten                         | Parteien/Listen   | Erststimmen | Erststimmen | Zweitstimmen | Zweitstimmen |
| Kandidaten                                          | Kandidaten                         | Parteien/Listen   | Stimmen     | %           | Stimmen      | %            |
| --------------------------------------------------- | ---------------------------------- | ----------------- | ----------- | ----------- | ------------ | ------------ |
|                                                     | Horst Lorenz Seehofergewählt im WK | CSU               | 121.771     | 65,9        | 97.356       | 52,7         |
|                                                     | Michael Kettner                    | SPD               | 40.630      | 22,0        | 48.613       | 26,3         |
|                                                     | Petra Kleine                       | GRÜNE             | 7.741       | 4,2         | 10.631       | 5,7          |
|                                                     | Alexander Kalouti                  | FDP               | 4.709       | 2,5         | 14.183       | 7,7          |
|                                                     | –                                  | REP               | –           | –           | 1.983        | 1,1          |
|                                                     | Eva Bulling-Schröter               | Die Linke.        | 5.075       | 2,7         | 5.834        | 3,2          |
|                                                     | Richard Vahlberg                   | NPD               | 2.735       | 1,5         | 2.334        | 1,3          |
|                                                     | –                                  | PBC               | –           | –           | 354          | 0,2          |
|                                                     | –                                  | BP                | –           | –           | 995          | 0,5          |
|                                                     | –                                  | DIE FRAUEN        | –           | –           | 393          | 0,2          |
|                                                     | –                                  | GRAUE             | –           | –           | 451          | 0,2          |
|                                                     | –                                  | BüSo              | –           | –           | 82           | 0,0          |
|                                                     | Simone Vosswinkel                  | FAMILIE           | 2.132       | 1,2         | 1.634        | 0,9          |
|                                                     | –                                  | MLPD              | –           | –           | 60           | 0,0          |
| Gesamt                                              | Gesamt                             | Gesamt            | 184.793     | 100         | 184.903      | 100          |
|                                                     |                                    |                   |             |             |              |              |
| Ungültige Stimmen                                   | Ungültige Stimmen                  | Ungültige Stimmen | 2.530       | 1,4         | 2.420        | 1,3          |
| Wähler                                              | Wähler                             | Wähler            | 187.323     | 76,2        | 187.323      | 76,2         |
| Wahlberechtigte                                     | Wahlberechtigte                    | Wahlberechtigte   | 245.899     |             | 245.899      |              |
|                                                     |                                    |                   |             |             |              |              |
| Quellen: Der Bundeswahlleiter, Kandidaten – Stimmen |                                    |                   |             |             |              |              |

### Bundestagswahl 2002
| Kandidaten                                          | Kandidaten                  | Parteien/Listen   | Erststimmen | Erststimmen | Zweitstimmen | Zweitstimmen |
| Kandidaten                                          | Kandidaten                  | Parteien/Listen   | Stimmen     | %           | Stimmen      | %            |
| --------------------------------------------------- | --------------------------- | ----------------- | ----------- | ----------- | ------------ | ------------ |
|                                                     | Horst Seehofergewählt im WK | CSU               | 124.699     | 65,3        | 120.218      | 62,7         |
|                                                     | Hans Büttner                | SPD               | 45.319      | 23,7        | 48.902       | 25,5         |
|                                                     | Albert Schmidt              | GRÜNE             | 11.975      | 6,3         | 10.710       | 5,6          |
|                                                     | Franz Kobinger              | FDP               | 4.904       | 2,6         | 6.852        | 3,6          |
|                                                     | –                           | REP               | –           | –           | 1.091        | 0,6          |
|                                                     | Simon Kirschner             | ödp               | 1.910       | 1,0         | 789          | 0,4          |
|                                                     | Eva-Maria Bulling-Schröter  | PDS               | 2.081       | 1,1         | 1.152        | 0,6          |
|                                                     | –                           | BP                | –           | –           | 239          | 0,1          |
|                                                     | –                           | Tierschutz        | –           | –           | 454          | 0,2          |
|                                                     | –                           | GRAUE             | –           | –           | 122          | 0,1          |
|                                                     | –                           | PBC               | –           | –           | 190          | 0,1          |
|                                                     | –                           | NPD               | –           | –           | 358          | 0,2          |
|                                                     | –                           | DIE FRAUEN        | –           | –           | 164          | 0,1          |
|                                                     | –                           | CM                | –           | –           | 87           | 0,0          |
|                                                     | –                           | BüSo              | –           | –           | 27           | 0,0          |
|                                                     | –                           | AUFBRUCH          | –           | –           | 98           | 0,1          |
|                                                     | –                           | Schill            | –           | –           | 367          | 0,2          |
| Gesamt                                              | Gesamt                      | Gesamt            | 190.888     | 100         | 191.820      | 100          |
|                                                     |                             |                   |             |             |              |              |
| Ungültige Stimmen                                   | Ungültige Stimmen           | Ungültige Stimmen | 2.570       | 1,3         | 1.638        | 0,8          |
| Wähler                                              | Wähler                      | Wähler            | 193.458     | 80,6        | 193.458      | 80,6         |
| Wahlberechtigte                                     | Wahlberechtigte             | Wahlberechtigte   | 240.121     |             | 240.121      |              |
|                                                     |                             |                   |             |             |              |              |
| Quellen: Der Bundeswahlleiter, Kandidaten – Stimmen |                             |                   |             |             |              |              |

### Bundestagswahl 1998
| Kandidaten                                          | Kandidaten                  | Parteien/Listen     | Erststimmen | Erststimmen | Zweitstimmen | Zweitstimmen |
| Kandidaten                                          | Kandidaten                  | Parteien/Listen     | Stimmen     | %           | Stimmen      | %            |
| --------------------------------------------------- | --------------------------- | ------------------- | ----------- | ----------- | ------------ | ------------ |
|                                                     | Horst Seehofergewählt im WK | CSU                 | 97.744      | 55,0        | 92.923       | 52,2         |
|                                                     | Hans Büttner                | SPD                 | 59.095      | 33,3        | 59.915       | 33,6         |
|                                                     | Franz Kobinger              | FDP                 | 3.469       | 2,0         | 6.384        | 3,6          |
|                                                     | Albert Schmidt              | GRÜNE               | 8.119       | 4,6         | 7.933        | 4,5          |
|                                                     | Eva-Maria Bulling-Schröter  | PDS                 | 1.493       | 0,8         | 1.109        | 0,6          |
|                                                     | –                           | APPD                | –           | –           | 116          | 0,1          |
|                                                     | –                           | BP                  | –           | –           | 775          | 0,4          |
|                                                     | –                           | BüSo                | –           | –           | 16           | 0,0          |
|                                                     | –                           | BFB – Die Offensive | –           | –           | 277          | 0,2          |
|                                                     | –                           | Chance 2000         | –           | –           | 70           | 0,0          |
|                                                     | –                           | CM                  | –           | –           | 80           | 0,0          |
|                                                     | –                           | DVU                 | –           | –           | 1.145        | 0,6          |
|                                                     | Gerd Paul Kokott            | GRAUE               | 526         | 0,3         | 298          | 0,2          |
|                                                     | Christian Kuttenberger      | REP                 | 4.704       | 2,6         | 4.206        | 2,4          |
|                                                     | –                           | DIE FRAUEN          | –           | –           | 131          | 0,1          |
|                                                     | –                           | Pro DM              | –           | –           | 613          | 0,3          |
|                                                     | –                           | MLPD                | –           | –           | 8            | 0,0          |
|                                                     | –                           | Tierschutz          | –           | –           | 352          | 0,2          |
|                                                     | –                           | NPD                 | –           | –           | 146          | 0,1          |
|                                                     | –                           | NATURGESETZ         | 420         | 0,2         | 170          | 0,1          |
|                                                     | Simon Kirschner             | ödp                 | 1.709       | 1,0         | 1.281        | 0,7          |
|                                                     | –                           | PBC                 | –           | –           | 151          | 0,1          |
|                                                     | Bogdan Spuling              | Einzelbewerber      | 318         | 0,2         | –            | –            |
| Gesamt                                              | Gesamt                      | Gesamt              | 177.597     | 100         | 178.099      | 100          |
|                                                     |                             |                     |             |             |              |              |
| Ungültige Stimmen                                   | Ungültige Stimmen           | Ungültige Stimmen   | 2.038       | 1,1         | 1.536        | 0,9          |
| Wähler                                              | Wähler                      | Wähler              | 179.635     | 78,4        | 179.635      | 78,4         |
| Wahlberechtigte                                     | Wahlberechtigte             | Wahlberechtigte     | 229.237     |             | 229.237      |              |
|                                                     |                             |                     |             |             |              |              |
| Quellen: Der Bundeswahlleiter, Kandidaten – Stimmen |                             |                     |             |             |              |              |

### Bundestagswahl 1994
| Kandidaten                             | Kandidaten                  | Parteien/Listen   | Erststimmen | Erststimmen | Zweitstimmen | Zweitstimmen |
| Kandidaten                             | Kandidaten                  | Parteien/Listen   | Stimmen     | %           | Stimmen      | %            |
| -------------------------------------- | --------------------------- | ----------------- | ----------- | ----------- | ------------ | ------------ |
|                                        | Horst Seehofergewählt im WK | CSU               | 105.374     | 62,7        | 94.906       | 56,6         |
|                                        | Hans Büttner                | SPD               | 44.717      | 26,6        | 47.032       | 28,0         |
|                                        | Franz Eduard Kobinger       | FDP               | 3.061       | 1,8         | 7.513        | 4,5          |
|                                        | Albert Schmidt              | GRÜNE             | 7.688       | 4,6         | 7.918        | 4,7          |
|                                        | Eva-Maria Bulling-Schröter  | PDS               | 735         | 0,4         | 650          | 0,4          |
|                                        | –                           | BP                | –           | –           | 1.100        | 0,7          |
|                                        | –                           | Solidarität       | –           | –           | 39           | 0,0          |
|                                        | –                           | LIGA              | –           | –           | 130          | 0,1          |
|                                        | –                           | CM                | –           | –           | 138          | 0,1          |
|                                        | –                           | GRAUE             | –           | –           | 348          | 0,2          |
|                                        | –                           | NATURGESETZ       | –           | –           | 157          | 0,1          |
|                                        | Andreas Leinfelder          | REP               | 5.266       | 3,1         | 5.502        | 3,3          |
|                                        | –                           | MLPD              | –           | –           | 15           | 0,0          |
|                                        | –                           | Tierschutz        | –           | –           | 387          | 0,2          |
|                                        | Franz Xaver Hitzelsberger   | ödp               | 1.267       | 0,8         | 1.600        | 1,0          |
|                                        | –                           | PBC               | –           | –           | 185          | 0,1          |
|                                        | –                           | STATT Partei      | –           | –           | 184          | 0,1          |
| Gesamt                                 | Gesamt                      | Gesamt            | 168.108     | 100         | 167.804      | 100          |
|                                        |                             |                   |             |             |              |              |
| Ungültige Stimmen                      | Ungültige Stimmen           | Ungültige Stimmen | 1.380       | 0,8         | 1.684        | 1,0          |
| Wähler                                 | Wähler                      | Wähler            | 169.488     | 76,5        | 169.488      | 76,5         |
| Wahlberechtigte                        | Wahlberechtigte             | Wahlberechtigte   | 221.545     |             | 221.545      |              |
|                                        |                             |                   |             |             |              |              |
| Quellen: Der Bundeswahlleiter, Stimmen |                             |                   |             |             |              |              |